# Хајде реци како живиш
Хајде реци како живиш (енгл. Come, Tell Me How You Live) путопис је енглеске књижевнице Агате Кристи, објављен 1946. Књига је настала као реконструкција сећања на проведено време по археолошким ископинaма Блиског истока, где је Кристи боравила заједно са својим супругом Максом Малиганом, познатим британским археологом. У питању је једна од две књиге које је ауторка потписала именом Агата Кристи Малован. Наслов је преузет из песме Белог скакача из романа Алисе с оне стране огледала Луиса Керола.
Кристи је идеју за путопис први пут саопштила у писму упућеном књижевном агенту Едмунду Корку јула 1938. Књигу је писала за време Другог светског рата, док је волонтирала у болници. Пошто јој је супруг од 1942. до 1945. боравио службено у Египту, путопис је, по њеним речима, написала из носталгије и жеље да обнови дирљиво сећање на проведене заједничке дане у Ираку и Сирији. Кристи се у делу није фокусирала на упућивање читаоца на историјске и археолошке податке везане за места на којима је боравила, већ је живахно описивала свакодневне догађаје, као и личности археолога и других особа које је на путовању сусрела. Књига обилује фотографијама. Неке од тих фотографија приказују саме чланове експедиције, док друге представљају свакодневни живот на том простору Азије.